# Grand Prix Cycliste de Montréal 2010
Grand Prix Cycliste de Montréal 2010 var den første udgave af Grand Prix Cycliste de Montréal. Løbet blev arrangeret 12. september over 16 runder på totalt 193,6 km.

## Resultater
|    | Rytter              | Hold               | Tid     |
| -- | ------------------- | ------------------ | ------- |
| 1  | Robert Gesink       | Rabobank           | 4:58.22 |
| 2  | Peter Sagan         | Liquigas-Doimo     | + 0.04  |
| 3  | Ryder Hesjedal      | Garmin-Transitions | + 0.04  |
| 4  | Haimar Zubeldia     | Team RadioShack    | + 0.04  |
| 5  | Maxime Monfort      | Team HTC-Columbia  | + 0.04  |
| 6  | Samuel Sánchez      | Euskaltel-Euskadi  | + 0.09  |
| 7  | Leonardo Duque      | Cofidis            | + 0.14  |
| 8  | Aleksandr Botsjarov | Katusha            | + 0.14  |
| 9  | Francesco Gavazzi   | Lampre-Farnese     | + 0.14  |
| 10 | Alessandro Ballan   | BMC Racing Team    | + 0.14  |